# Tripletele din Belleville
Tripletele din Belleville (în franceză Les Triplettes de Belleville) este un film de comedie dramatică de aventuri de animație din 2003, scris și regizat de Sylvain Chomet. A fost lansat ca Belleville Rendez-vous în Regatul Unit și Irlanda. Filmul este primul lungmetraj al lui Chomet și a fost o coproducție internațională între companii din Franța, Belgia, Canada și Regatul Unit.
Lina Boudreault, Mari-Lou Gauthier, Michèle Caucheteux, Jean-Claude Donda, Michel Robin și Monica Viegas interpretează rolurile principale de voce. Conține puțin dialog; mare parte din narațiune este transmisă prin cântec și pantomimă. 
Filmul spune povestea doamnei Souza, o femeie în vârstă care pleacă să-și salveze nepotul Champion, un ciclist aflat în Turul Franței, care a fost răpit de mafia franceză pentru datorii la jocuri de noroc și dus în orașul Belleville (un joc de cuvinte bazat pe denumirile orașelor Paris, New York, Montreal și Quebec). Souza este însoțită de câinele loial și obez al lui Champion, Bruno, și i se alătură Tripletele din Belleville, cântăreți de Music hall⁠(d) din anii 1930, pe care îi întâlnește în oraș.
A fost bine primit de public și critici pentru stilul său unic de animație și a devenit un film idol.
Filmul a fost nominalizat la două premii Oscar – cel mai bun lungmetraj de animație și cea mai bună melodie originală pentru „Belleville Rendez-vous”. De asemenea, a fost proiectat în afara competiției (hor concours) la Festivalul de Film de la Cannes din 2003.

## Distribuție
- Lina Boudreau – Rose Triplette (voce)
- Mari-Lou Gauthier – Violette Triplette (voce)
- Michèle Caucheteux – Blanche Triplette (voce)
- Béatrice Bonifassi⁠(d) – Tripleții / Tripletele din Belleville (voce care cântă)
- Jean-Claude Donda – Generalul de Gaulle / comentatori sportivi / Vagabondul / Crainicul cu reclame (voce)
- Monica Viegas – Madame Souza (voce)
- Graziellia de Villa – Madame Souza (versiunea în engleză) (voce)
- Michel Robin⁠(d) – 'Champion' adult (voce)
- Noël Baye – 'Champion' adult (versiunea în engleză) (voce)
- Dirk Denoyelle – comentatori sportivi / Vagabondul (versiunea olandeză) (voce)

## Recepție

### Premii și nominalizări
Filmul a fost nominalizat la două premii Oscar: pentru cel mai bun film de animație, devenind primul film de animație PG-13 nominalizat la acea categorie; și pentru cea mai bună melodie originală (Benoît Charest și Sylvain Chomet pentru piesa "Belleville Rendez-vous", cântată de Matthieu Chedid în versiunea originală). 
Filmul a pierdut premiul pentru cel mai bun lungmetraj de animație în fața lui Finding Nemo. De asemenea, a câștigat premiul César pentru cea mai bună coloană sonoră și, ca o coproducție cu Canada, a câștigat premiul Genie pentru cel mai bun film și premiul BBC Four World Cinema  în 2004.